# Marian Witelus
Marian Witelus (ur. 13 marca 1955) – polski żużlowiec.
Wychowanek Kolejarza Opole, który reprezentował przez całą karierę. W rozgrywkach ligowych startował w latach 1972–1985 (11 sezonów w I lidze – wówczas najwyższej klasie rozgrywkowej w Polsce – oraz 3 sezony w II lidze). Najwyższe średnie biegowe osiągnął w latach 1979 (2,25 – II liga) oraz 1977 (1,84 – I liga).
W zawodach żużlowych odniósł następujące sukcesy: 
- dwukrotny srebrny medalista młodzieżowego Pucharu PZM (1976, 1977),
- pięciokrotny finalista młodzieżowych indywidualnych mistrzostw Polski (1973 – IX miejsce, 1974 – X miejsce, 1975 – VIII miejsce, 1976 – jako rezerwowy, 1977 – XVII miejsce),
- brązowy medalista turnieju o Srebrny Kask (1974),
- brązowy medalista turnieju o Brązowy Kask (1976),
- finalista mistrzostw Polski par klubowych (1975 – VII miejsce).

Po zakończeniu czynnej kariery żużlowej grał amatorsko w tenisa, również w tej dyscyplinie odnosząc sukcesy.